# غلوريا إيمرسون
غلوريا إيمرسون (بالإنجليزية: Gloria Emerson)‏‏ (19 مايو 1929 في نيويورك - 3 أغسطس 2004 في نيويورك) صحفية، وروائية من الولايات المتحدة.

## الجوائز
- جائزة جورج بولك  [لغات أخرى]‏
- جائزة الكتاب الوطني  [لغات أخرى]‏